# Hoogveenmos-orde
De hoogveenmos-orde (Sphagnetalia magellanici) is een orde uit de klasse van hoogveenbulten en natte heiden (Oxycocco-Sphagnetea). De orde omvat plantengemeenschappen van hoogveenbulten.

## Naamgeving en codering
| Sphagnetalia Pawł. 1928 |

- Syntaxoncode voor Nederland (rVvN): r11B

De wetenschappelijke naam Sphagnetalia magellanici is afgeleid van de botanische naam van de meest dominante soort binnen het verbond, het hoogveen-veenmos (Sphagnum magellanicum).

## Fysiognomie
Voor de fysiognomie van deze orde, zie het hoogveenmos-verbond.

## Onderliggende syntaxa in Nederland en Vlaanderen
De hoogveenmos-orde wordt in Nederland en Vlaanderen vertegenwoordigd door slechts één verbond en twee onderliggende associaties.
- - hoogveenmos-verbond (Oxycocco-Ericion)
    - associatie van gewone dophei en veenmos (Erico-Sphagnetum magellanici)
    - moerasheide (Sphagno palustris-Ericetum)

## Vegetatiezonering
Zeldzame, zeer hoogwaardige afhankelijke gemeenschappen die in goed ontwikkelde vegetatie van de hoogveenmos-orde voor kunnen komen zijn de gemeenschappen van de kruikmos-klasse. Deze vestigen zich op uitwerpselen en kadavers van zoogdieren die in hoogveen liggen.

## Diagnostische taxa voor Nederland en Vlaanderen
In de onderstaande tabel staan de belangrijkste diagnostische plantentaxa van de hoogveenmos-orde voor Nederland en Vlaanderen.

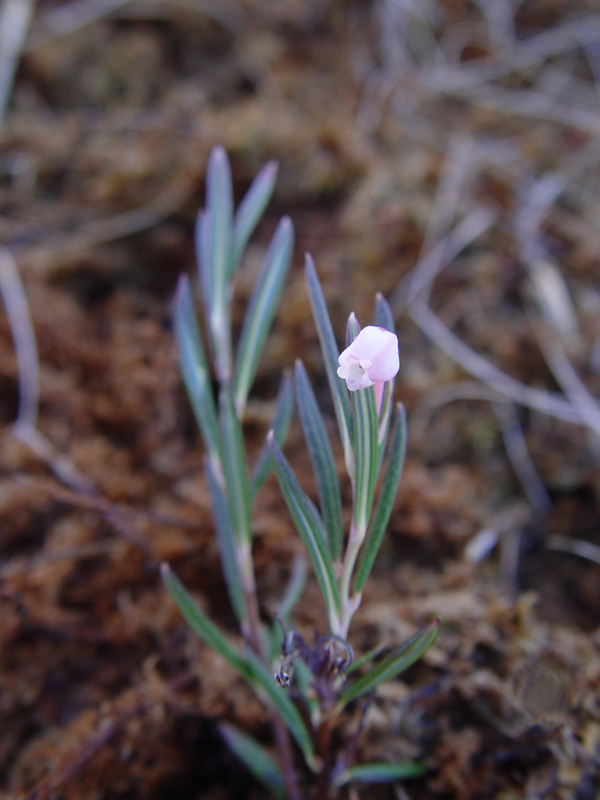
Lavendelhei

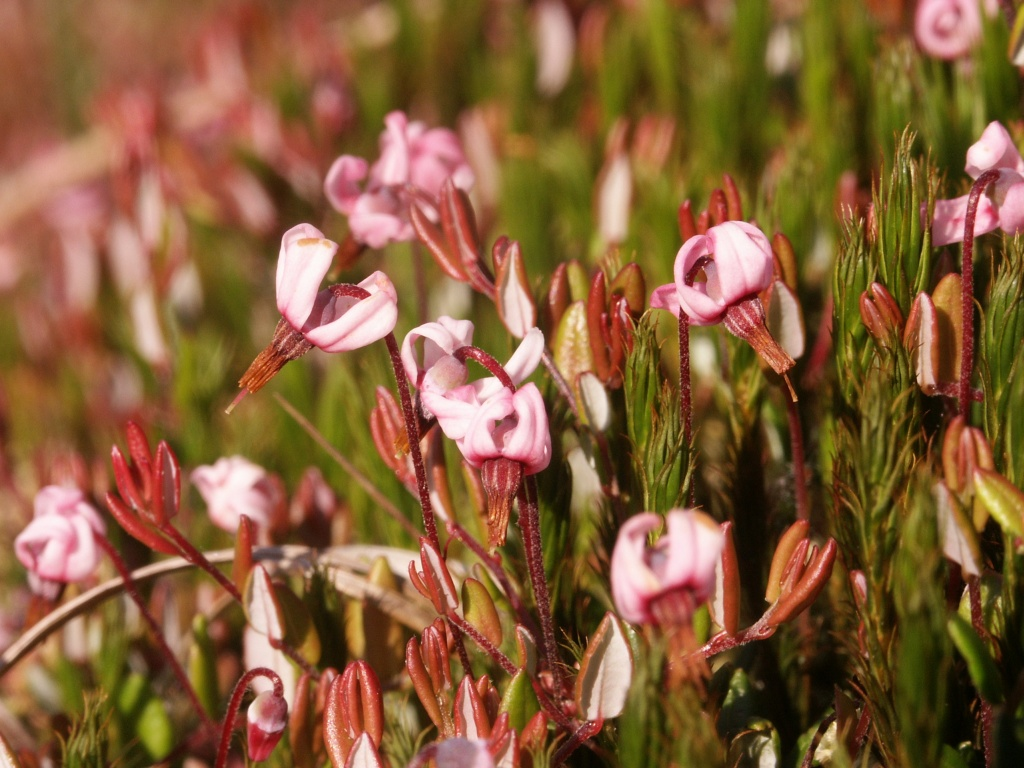
Kleine veenbes

Kruidlaag
| Kentaxon | Diff.soort | Abundantie | Triviale naam  | Botanische naam       | Opmerking |
| -------- | ---------- | ---------- | -------------- | --------------------- | --------- |
| kO       |            | Z          | lavendelhei    | Andromeda polifolia   |           |
| kO       |            |            | kleine veenbes | Vaccinium oxycoccus   |           |
| kO       |            | Z          | cranberry      | Vaccinium macrocarpon |           |
| kK       |            | F/O        | gewone dophei  | Erica tetralix        |           |

Moslaag
geen kensoorten

## Fotogalerij

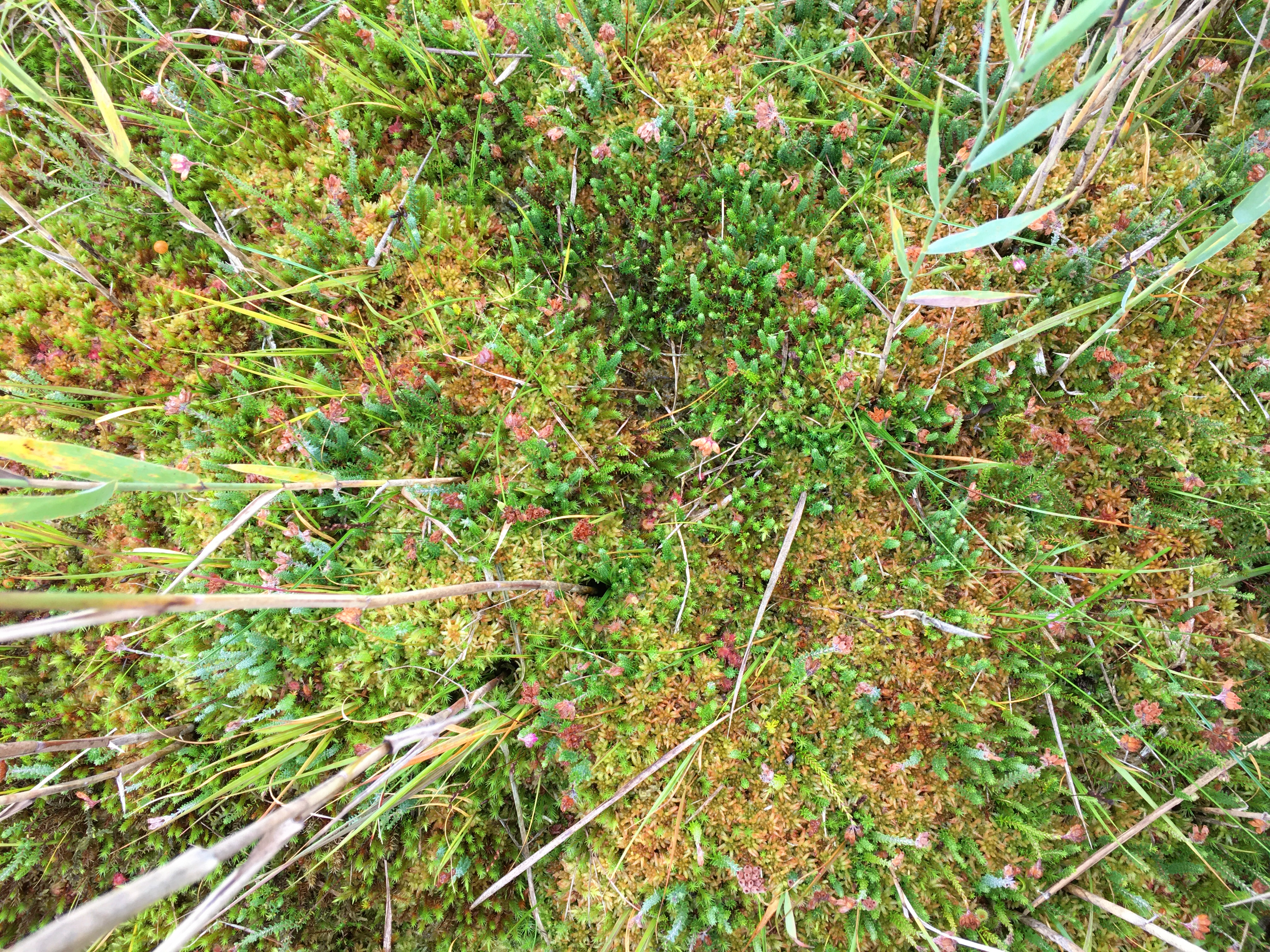
Close-up van moerasheide